# Organização de Cooperação Econômica do Mar Negro
A Organização de Cooperação Econômica (português brasileiro) ou Económica (português europeu) do Mar Negro tem as suas origens a 25 de junho de 1992, quando os chefes de Estado e governo de onze países assinaram, em Istambul, a Declaração da Cúpula (Cimeira, em português europeu) do Bósforo, dando origem à Cooperação Econômica do Mar Negro (CEMN), modelo de iniciativa política e econômica multilateral destinada a fomentar a interação e harmonia entre os Estados-membros, bem como, assegurar a paz, estabilidade e prosperidade, promovendo as relações de boa-vizinhança na região do mar Negro.
Com a entrada em vigor de sua Carta em 1.º de maio de 1999, a CEMN adquiriu identidade legal internacional e se transformou em uma organização econômica regional completa: a Organização de Cooperação Econômica do Mar Negro (OCEMN). Com a entrada da Sérvia em abril de 2004, os Estados-membros aumentaram para doze.
A sede da OCEMN (o Secretariado Internacional Permanente da Organização de Cooperação Econômica do Mar Negro), foi criado em março de 1994 em Istambul.
A organização está relacionada com o Banco Comercial e de Desenvolvimento do Mar Negro, uma instituição financeira internacional sediada em Salônica.

## Estados-membros
Os Estados-membros fundadores são:
- Albânia
- Armênia
- Azerbaijão
- Bulgária
- Geórgia
- Grécia
- Moldávia
- Roménia
- Rússia
- Turquia
- Ucrânia

Demais membros:
- Sérvia

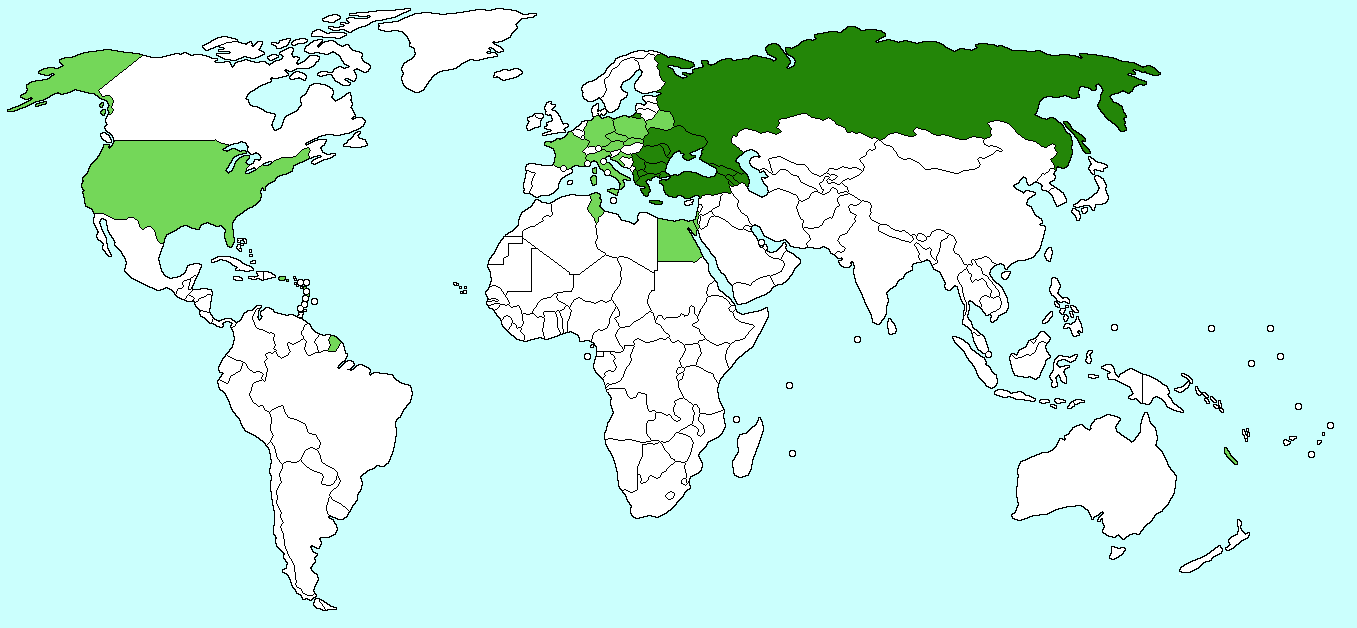
Estado-membro da OCEMN
Estado observador da OCEMN

A filiação não é restrita a países que possuem acesso ao Mar Negro: Albânia, Armênia, Azerbaijão, Grécia, Moldávia e Sérvia não têm um litoral no Mar Negro. O requerimento de Montenegro foi vetado pela Grécia depois que a Turquia vetou uma pretensão de Chipre, fazendo com que a Grécia deixasse de aprovar candidaturas de qualquer país. 
Os Estados observadores são:
- Alemanha
- Austrália
- Bielorrússia
- Croácia
- Egito
- Eslovênia
- Estados Unidos
- França
- Israel
- Itália
- Polónia
- Suíça
- Tunísia

As organizações observadoras são:
- Clube Internacional do Mar Negro
- Comissão do Mar Negro
- Comissão Europeia
- Secretariado da Carta da Energia